# Stazione di Rovato Borgo
Stazione di Rovato Borgo vasútállomás Olaszországban, Lombardia régióban, Rovato településen.

## Vasútvonalak
Az állomást az alábbi vasútvonalak érintik:
- Cremona-Iseo-vasútvonal

## Kapcsolódó állomások
A vasútállomáshoz az alábbi állomások vannak a legközelebb:
- Stazione di Rovato Città (Cremona-Iseo-vasútvonal, észak)
- San Giuseppe-Duomo railway halt